# FN Андромеды
FN Андромеды (лат. FN Andromedae) — карликовая новая'', двойная катаклизмическая переменная звезда типа SS Лебедя (UGSS) в созвездии Андромеды на расстоянии (вычисленном из значения параллакса) приблизительно 1723 световых лет (около 528 парсеков) от Солнца. Видимая звёздная величина звезды — от +19,3m до +12,9m.

## Характеристики
Первый компонент — аккрецирующий белый карлик спектрального класса pec(UG).